# Åmmebergs järnväg
| Carlsund bei den Röstöfen in Zinkgruvan, 1903 |                  |                |                |
| Streckenlänge: | 10,9 km          |                |                |
| Spurweite: | 600 mm / 1435 mm |                |                |
| Minimaler Radius: | 150 m            |                |                |
| Streckengeschwindigkeit: | 20 km/h          |                |                |
| |                  |                |                |
| Betriebsstellen und Strecken |                  |                |                |
| \| \| \| Vättern \| \| \| \| Åmmebergs hamn \| \| \| \| Åmmeberg[2] \| \| \| \| Åmmelången \| \| \| \| Nygruvan \| \| \| \| Garpaån \| \| \| \| Knallagruvan \| \| \| \| Knalla \| \| \| \| Zinkgruvan[3] \| |                  |                |                |
| |                  | Vättern        |                |
| Betriebsstelle Streckenanfang (Strecke außer Betrieb) · Betriebsstelle Streckenanfang (Strecke außer Betrieb)                                                                                                |                  | Åmmebergs hamn | Åmmebergs hamn |
| Betriebsstelle Streckenende (Strecke außer Betrieb) · Dienststation / Betriebs- oder Güterbahnhof (Strecke außer Betrieb)                                                                                    |                  | Åmmeberg       | Åmmeberg       |
| Brücke über Wasserlauf (Strecke außer Betrieb) |                  | Åmmelången     | Åmmelången     |
| Blockstelle (Strecke außer Betrieb) |                  | Nygruvan       | Nygruvan       |
| Brücke über Wasserlauf (Strecke außer Betrieb) |                  | Garpaån        | Garpaån        |
| Betriebsstelle Streckenanfang und quer (Strecke außer Betrieb) · Abzweig geradeaus und von rechts (Strecke außer Betrieb)                                                                                    |                  | Knallagruvan   | Knallagruvan   |
| Blockstelle (Strecke außer Betrieb) |                  | Knalla         | Knalla         |
| Betriebs-/Güterbahnhof Streckenende (Strecke außer Betrieb) |                  | Zinkgruvan     | Zinkgruvan     |

Åmmebergs järnväg (ÅJ) war eine schwedische Eisenbahnstrecke zwischen Åmmeberg und Zinkgruvan in Hammars socken in Närke. Die 11 km lange, in Normalspur mit einer Spurweite von 1435 mm ausgeführte Strecke hatte keinen Anschluss an das übrige schwedische Eisenbahnnetz.

## Geschichte
Die belgische Firma Vieille Montagne erwarb 1857 die Bergwerke an der Siedlung Isåsen mit Övre und Nedre Knalla und der heutigen Zinkmine. Das Unternehmen erhielt am 2. Februar 1858 die Genehmigung zum Bau einer Eisenbahn zwischen der Anreicherungsanlage in Åmmeberg und dem Zinkbergwerk Isåsen und begann Ende der 1850er Jahre mit den Bauarbeiten. Die Strecke wurde am 1. Juni 1863 für den privaten Verkehr eröffnet und kostete 413.000 Riksdaler. Gebäude und Fahrzeuge wurden für 130.000 Riksdaler gekauft.
Die Bahn mit dem Namen Åmmeberg–Vetterns jernväg erhielt am 23. April 1889 die Erlaubnis für den öffentlichen Güterverkehr. Für die Nebenstrecke zur Knallagruvan wurde am 27. Januar 1888 eine Konzession erteilt. Sie wurde am 23. April 1889 eröffnet.
Die ursprünglichen Schienen waren aus Eisen mit einem Metergewicht von 26,5 kg/m und wurden 1897 vollständig durch Stahlschienen mit einem Gewicht von 31,5 kg/m ersetzt.
Die verarbeiteten Produkte aus der Anreicherungsanlage wurden nicht mit der Bahn, sondern per Schiff vom Hafen in Åmmeberg über den Göta-Kanal zum Hafen Hisingen in Göteborg transportiert.

## Fahrzeuge

### Lokomotiven
Unter anderen wurden folgende Lokomotiven beschafft:
| Nummer | Name     | Bauart    | Achsfolge | Hersteller                                   | Fabr.-Nr./ Baujahr | Besonderes |
| ------ | -------- | --------- | --------- | -------------------------------------------- | ------------------ | --- |
| 1      | CARLSUND | Tenderlok | C t       | Motala Verkstad, Motala                      | 1 1862             | Lokomotive ist erhalten und steht im Motala Industrimuseum |
| 2      | ÅMMEBERG | Tenderlok | C t       | Nydqvist och Holm, Trollhättan               | 348 1892           | Lokomotive ist erhalten und steht im Lokschuppen in Åmmeberg |
| 4      |          | Diesellok | B - dm    | Klöckner-Humboldt-Deutz AG                   | 27373 1939         | Bestellung durch Asbrink & Co., Malmö, Auslieferung am 3. Februar 1940 |
| 6      |          | Benzinlok |           | John Bergman & Son mekanisk verkstad, Motala | 149 1955           | Lokomotive mit Laderaum, 1975 an PLM in Kristinehamn zur Verschrottung |
| Z65 7  |          | Diesellok | B         |                                              | 278 1965           | Typ Z65, 1965 direkt von Kalmar Verkstad gekauft, nach Einstellung der Strecke 1977 an Billerud für Gruvöns bruk in Grums verkauft, dort Z65 353; 1997 als Z65 208 an Tågåkeriet i Bergslagen weitergegeben |
| 1      |          | Diesellok | B         | Klöckner-Humboldt-Deutz AG                   |                    | Spurweite 600 mm, etwa 1930 erworben, für Transporte im Anreicherungswerk Åmmeberg und in der Grube |
| 2      |          | Diesellok | B         | Klöckner-Humboldt-Deutz AG                   | 22686 1939         | Spurweite 600 mm, für Transporte im Anreicherungswerk Åmmeberg und in der Grube |

### Erzwagen
Das Unternehmen hatte 1889 30 Erzwagen im Bestand. Die Wagen waren ungebremst und ein Bremswagen wurde im Zug mitgeführt. Mitte der 1960er Jahre baute Hilding Carlssons Mekaniska Verkstad sechs zweiachsige Erzwagen mit einer automatischen Kupplung von Willison.

## Stilllegung
Der Verkehr zwischen Knalla und Zinkgruvan endete 1970, die Schienen wurden 1973 abgerissen.
Die 1977 neu in Betrieb genommene Zinkanreicherungsanlage benötigte viel Wasser. Um Platz für den Bau einer Wasserleitung zu bekommen, wurde der Erztransport mit der Bahn zwischen Zinkgruvan und Åmmeberg am 12. Juli 1975 eingestellt.  Die Strecke wurde noch im gleichen Jahr abgerissen und auf dem Bahndamm diese Wasserleitung gebaut.

## Heutiger Zustand
Nach der Eröffnung der neuen Anreicherungsanlage wurde das angereicherte Zinkerz per LKW nach Otterbäcken transportiert. Dort wurde seit Mitte der 1960er Jahre das Zinkerz auf Schiffe umgeladen.
In Åmmeberg wurde auf einem Teil der Strecke ein Fußweg angelegt.